# Carmelina Moscato
Carmelina Moscato (Mississauga, 2 de maio de 1984) é uma futebolista canadense que atua como defensora, medalhista olímpica. 

## Carreira
Carmelina Moscato fez parte do elenco medalha de bronze em Londres 2012.